# Morti nel 1199
| Questa pagina contiene informazioni ricavate automaticamente dalle voci biografiche con l'ausilio del template Bio e di un bot. L'aggiornamento è periodico e automatico e ricostruisce completamente la pagina. Se manca una persona in questa lista, sei pregato di non aggiungerla, ma accertati piuttosto che la sua voce biografica contenga il template Bio e che i dati anagrafici siano correttamente compilati. Se il template Bio manca, inseriscilo tu stesso o, in alternativa, metti l'avviso {{tmp\|Bio}} che ne segnala la mancanza. Se i dati riportati sono sbagliati, correggi direttamente la voce biografica; le modifiche saranno visibili in questa lista entro pochi giorni. Per chiarimenti vedi il progetto biografie. La lista contiene solo le 21 persone che sono citate nell'enciclopedia e per le quali è stato implementato correttamente il template Bio. Pagina aggiornata al 10 ago 2025. |

- 23 gennaio - Abu Yusuf Ya'qub al-Mansur, sultano arabo (n. 1160)
- 9 febbraio - Minamoto no Yoritomo, militare e politico giapponese (n. 1147)
- 13 febbraio - Stefano Nemanja, sovrano serbo
- 17 marzo - Jocelin di Glasgow, abate e vescovo cattolico britannico
- 6 aprile - Riccardo I d'Inghilterra, re britannico (n. 1157)
- 20 maggio - Pietro Parenzo, italiano
- 24 settembre - Giovanna d'Inghilterra, regina (n. 1165)
- 9 ottobre - Bobone di San Teodoro, cardinale italiano
- 7 novembre - Michele il Siro, vescovo cristiano orientale e scrittore siro (n. 1126)
- 25 novembre - Alberto III il Ricco, nobile austriaco
- 28 novembre - Michele di Corbeil, patriarca cattolico francese
- 24 dicembre - Speronella Dalesmanni, nobile italiana (n. 1149)
- 25 dicembre - Elena d'Ungheria, sovrana ungherese (n. 1158)
- Bonifacio I Del Carretto, vescovo cattolico italiano
- Federico I di Altena, nobile tedesco (n. 1173)
- Guala, vescovo cattolico italiano
- Guglielmo di Brienne, nobile francese
- Jaroslav Mstislavič il Rosso, nobile russo
- Raimondo IV di Tripoli, cavaliere medievale francese
- Hugh Tyrrel, nobile e cavaliere medievale normanno
- Valero di Bouvignes, religioso belga (n. 1138)